# Хоакін Мур'єта
Хоакі́н Мур'є́та Каррі́льйо (ісп. Joaquín Murieta Carrillo, також Murrieta або Murietta; 1829 — близько 1853; званий також мексиканським і чилійським Робін Гудом чи Робін Гудом з Ель-Дорадо (ісп. Robin Hood de El Dorado) — напівлегендарна постать часів каліфорнійської золотої лихоманки 1850-х років. Одні називають його бандитом, інші — мексиканським патріотом. Мур'єта певною мірою став прототипом Зорро. Його ім'я для деяких політичних активістів символізує боротьбу проти англо-американського економічного і культурного панування в Каліфорнії.

## Життєпис

### Раннє життя
Фігура Мур'єти з часом обросла такою великою кількістю чуток і суперечок з приводу його походження і діяльності, що в свій час американська історикиня Сьюзан Лі Джонсон написала, що стосовно Мур'єти дуже важко відокремити вигадане від реального. Місце його народження залишається предметом суперечок: або А́ламос у північно-західному мексиканському штаті Сонора, або Кільйота в Чилі (поблизу Вальпараїсо). Більшість істориків, однак, сходяться на думці, що місцем народження Мур'єти був Ермосійо в тій самій мексиканській Сонорі. Хоакін народився в Хоакіна Мур'єти і Росалії Каррільйо. Його предки з боку матері жили в Каліфорнії ще задовго до того, як її підпорядкували собі Сполучені Штати Америки чи Мексика. Відомо, що він мав двох братів — Хесуса (старшого) Антоніо, і сестру.

### Переїзд до Каліфорнії
Мур'єта прибув до Каліфорнії імовірно 1849 року, залучений Золотою лихоманкою. Тут він зіткнувся з расизмом, яким супроводжувалася гірнича промисловість. Згідно з книгою «Життя і пригоди Хоакіна Мур'єти» Джона Ролліна Ріджа, Хоакін і його дружина один раз зазнали нападу американських шахтарів (які позаздрили його успіху у видобутку золота), які побили Хоакіна і зґвалтували його дружину. Однак, роман Ріджа є не більше, ніж бульварним[джерело?], тому таке трактування подій викликає сумніви. Сучасний історик Френк Летта в книзі «Хоакін Мур'єта і його кінська банда» (1980) написав, що Мур'єта прибув до Каліфорнії в супроводі озброєної банди, що складалаться з родичів і друзів. Згідно з документами, які знайшов Летта, Мур'єта і його банда часто брали участь у незаконній торгівлі кіньми з Мексикою і вбили принаймні шістьох американців, які напали на нього та його дружину. Потім він і його банда нападали на поселенців і обози і в період від 1850 до 1853 року ймовірно вбили 28 китайців і 13 білих американців. Їм також приписували крадіжку золота на суму понад 100 тисяч доларів, сотні коней і вбивство трьох загонів поліції і трьох шерифів.
До 1853 року законодавчі збори Каліфорнії стали вважати Мур'єту злочинцем і в травні 1853 року зареєстровано справу так званих «П'яти Хоакінів» (неофіційна назва банди, оскільки четверо членів банди були тезками Мур'єти: Хоакін Ботелльєр, Хоакін Каррільйо, Хоакін Окомореніа і Хоакін Валенсуела). Законодавчий орган уповноважив найняти протягом трьох місяців компанію з 20 каліфорнійських рейнджерів, які були ветеранами Мексикано-американської війни. 11 травня 1853 року губернатор Джон Біглер підписав акт про створення «Рейнджерів штату Каліфорнія», на чолі яких призначено колишнього техаського рейнджера Гаррі Лава.

### Припущення про смерть
Уряд штату вирішив платити каліфорнійським рейнджерам по 150 доларів на місяць і пообіцяв винагороду в розмірі однієї тисячі доларів, якщо вони схоплять розшукуваних. 25 липня 1853 року група рейнджерів зіткнулася з групою озброєних мексиканців поблизу Арройо-де-Кантуа біля гір Берегового хребта на рівнинах Туларе. У перестрілці трьох мексиканців було вбито і, зі слів рейнджерів, один з них був Мур'єтою, а ще один був його правою рукою — Мануелем Гарсія на прізвисько «Трипалий Джек» (він приєднався до банди десь у проміжку між 1850 і 1853 роками). Ще двох мексиканців арештували.
Як доказ для винагороди рейнджери відрізали руку Гарсія і голову того, хто на їх думку був Мур'єтою, щоб показати їх владі. «Докази» продемонстрували в окрузі Маріпоса, Стоктоні і Сан-Франциско, потім рейнджери почали возити їх по всій Каліфорнії; люди могли подивитися на них за один долар. Між тим, сімнадцять осіб, зокрема католицький священник, підписали свідчення під присягою, згідно з яким відрубана голова належала саме Мур'єті. Лав і його рейнджери отримали обіцяну винагороду. У серпні 1853 року якийсь анонім, що перебував у Лос-Анджелесі, написав у газету «Сан-Франциско-Альта Каліфорнія-Дейлі», що Лав і його рейнджери вбили мексиканського ловця мустангів, який не має стосунку до банди, а людей, які засвідчили під присягою, що перед ними голова Мур'єти, підкуплено. Проте, 28 травня 1854 року Каліфорнійські законодавчі збори штату проголосували за те, щоб рейнджерів винагородили ще на п'ять тисяч доларів за усунення Мур'єти.
25 років потому, в 1879 році, деякий О. П. Стидджер, за чутками, почув, що сестра Мур'єти нібито сказала, що відрубана голова не належить її братові. Десь в той самий період з'явилися численні повідомлення про спостереження вже постарілого Мур'єти, але вони ніколи нічим не були підтверджені або спростовані. Відрубана голова була знищена в квітні 1906 року під час пожежі внаслідок землетрусу в Сан-Франциско.